# 407

## Decese
- 14 septembrie: Ioan Gură de Aur (Ioan Hrisostom), arhiepiscop de Constantinopol (n. 349)